# Robert Kennedy (Verleger)
Robert Kennedy (* 18. April 1938 in München; † 12. April 2012 in Caledon, Kanada) war Autor, Verleger und Gründer von Robert Kennedy Publishing mit Sitz in Mississauga, Ontario. Sein Werk befasste sich hauptsächlich mit Bodybuilding und Fitness.

## Leben
Kennedy besuchte die Culford School und das Norwich University College of the Arts in Norfolk, England. Nachdem er in London gelebt und acht Jahre lang am Tottenham Technical College Kunst unterrichtet hatte, zog Kennedy 1967 nach Kanada, wo er fünf Jahre lang in Brampton, Ontario, Kunst unterrichtete.
1972 machte sich Kennedy selbstständig und verkaufte per Post Lehrgänge über Ernährung, Bodybuilding und Fitness. 1974 startete er seine erste Zeitschrift, MuscleMag International, mit einer Anfangsauflage von 110.000 Exemplaren. Er hatte keine Erfahrung mit der Herausgabe von Zeitschriften. MuscleMag erzielte 15 Jahre lang keinen Gewinn und zwang Kennedy, den Gläubigern auszuweichen und sogar sein Haus und sein Auto zu verkaufen, um es zu finanzieren. Das Magazin stellte die Veröffentlichung 2013 ein, nachdem der Robert Kennedy-Verlag Konkurs angemeldet hatte.
Zusätzlich zu MuscleMag International hat Kennedy auch 53 Bücher geschrieben. Mehrere dieser Bücher schafften es auf die New-York-Times-Bestseller-Liste: Hardcore Bodybuilding, Reps!, RockHard!, Beef It! und Pumping Up! Schließlich entschied er sich, selbst Buchverleger zu werden veröffentlichte unter eigenem Imprint hunderte von Büchern.
Im Jahr 1976 eröffnete Kennedy eine Kette von Fitness-Läden namens MuscleMag International, von denen der erste in der Innenstadt von Toronto eröffnet wurde. Kennedy folgte bald darauf mit Geschäften in Miami, New York, Las Vegas und Kalifornien und erreichte schließlich 28 Geschäfte. Er schuf auch eine Fitnesskleidungslinie (Faremon) und eine Ergänzungslinie (Formel 1). Die meisten Läden wurden schließlich geschlossen, während die Bekleidungs- und Beilagenlinie verkauft oder eingestellt wurde, um sich auf das Kerngeschäft der Buch- und Zeitschriftenverlage zu konzentrieren.
1997 gründete Kennedy die Zeitschrift Oxygen, die sich an die weibliche Fitnessdemografie richtet. Bis 2008 erreichte die Publikation eine Auflage von über 200.000 Exemplaren.
Derzeit umfasst der Zeitschriftenverlag fünf Titel: MuscleMag International (Hardcore-Bodybuilding), Oxygen (Frauenfitness), American Curves (Badeanzug-Bilder von Fitness-Frauen), Clean Eating (Essen für Gesundheit und Fitness) und Reps! (Aufbau eines anteiligen Körpers). Im Jahr 2011 wurde ein weiterer Titel, Maximum Fitness, in Reps! gefaltet und die erste Ausgabe wurde mit einem Doppelcover veröffentlicht. Maximum Fitness war bis dahin ein allgemeiner Fitnesstitel für Männer, der sechsmal im Jahr erschien. Kennedy ist in der Bodybuilding-Welt auch dafür bekannt, dass er den Begriff Hardcore Bodybuilding" geprägt hat, nachdem er das Buch unter dem gleichen Namen veröffentlicht hatte; und das Konzept The Pre-Exhaust Principle, bekannt und von Bodybuildern auf der ganzen Welt verwendet.
Bei der Arnold Classic Bodybuilding und Fitness Expo 2012, wurde Kennedy wenige Wochen vor seinem Tod mit dem Arnold Schwarzenegger Lifetime Achievement Award ausgezeichnet; die Auszeichnung wurde von Schwarzenegger an Kennedys Frau Tosca Reno überreicht.

## Werke (Auswahl)
- "The Eat-Clean Diet for Men" (2009)
- "Encyclopedia of Bodybuilding: The Complete A-Z Book on Muscle Building" (2008)
- "1001 Musclebuilding Tips" (2007)
- "The New Hardcore Bodybuilding" (1990)
- "Hardcore Bodybuilding: The Blood Sweat and Tears of Pumping Iron" (1982)

| Personendaten    | Personendaten                                                                              |
| ---------------- | ------------------------------------------------------------------------------------------ |
| NAME             | Kennedy, Robert                                                                            |
| KURZBESCHREIBUNG | Autor, Verleger und Gründer von Robert Kennedy Publishing mit Sitz in Mississauga, Ontario |
| GEBURTSDATUM     | 18. April 1938                                                                             |
| GEBURTSORT       | München                                                                                    |
| STERBEDATUM      | 12. April 2012                                                                             |
| STERBEORT        | Caledon, Kanada                                                                            |